# Agència espanyola de protecció de dades
L'Agència Espanyola de Protecció de Dades, (AEPD), creada pel Reial Decret 428/1993, de 26 de març, pel qual s'aprova l'Estatut de l'Agència Espanyola de Protecció de Dades] és l'entitat de control encarregada de vetllar pel compliment de la Llei Orgànica de Protecció de dades de caràcter personal a Espanya. Té la seu a Madrid i el seu àmbit d'actuació s'estén al conjunt d'Espanya.
És un ens de dret públic amb personalitat jurídica pròpia i plena capacitat pública i privada que actua amb independència de l'Administració pública en l'exercici de les seves funcions. Vetlla pel compliment de la legislació de protecció de dades per part dels responsables dels fitxers (entitats públiques,  empreses privades,  associacions, etc.).
A Espanya, a més, hi ha agències de protecció de dades de caràcter autonòmic en Catalunya i en el País Basc, amb un àmbit d'actuació limitat als fitxers de titularitat pública declarats per les administracions autonòmiques i locals de les seves respectives comunitats autònomes.

## Funcions
General:
- Vetllar pel compliment de la legislació sobre protecció de dades i controlar la seva aplicació, especialment pel que fa als drets d'informació, accés, rectificació, oposició i cancel·lació de dades.

 En relació amb els qui tracten dades:
- Exercir la potestat sancionadora.
- Emetre autoritzacions previstes en la llei.
- Requerir mesures de correcció.
- Ordenar, en cas d'il·legalitat, el cessament en el tractament i la cancel·lació de les dades.
- Demanar ajuda i informació que necessiti.
- Autoritzar les transferències internacionals de dades.

En relació amb els afectats:
- Atendre a les seves peticions i  reclamacions.
- Informació dels drets reconeguts en la Llei.
- Promoure campanyes de difusió a través dels mitjans.

En l'elaboració de normes:
- Informar els projectes de  normes de desenvolupament de la LOPD.
- Informar els projectes de normes que incideixin en matèries de protecció de dades.
- Dictar instruccions i recomanacions d'adequació dels tractaments a la LOPD.
- Dictar recomanacions en matèria de seguretat i control d'accés als fitxers.

En matèria de telecomunicacions
- Tutelar els drets i les garanties dels abonats i usuaris en l'àmbit de les comunicacions electròniques, incloent-hi l'enviament de comunicacions comercials no sol·licitades realitzades a través de correu electrònic o mitjans de comunicació electrònica equivalent (spam).

Altres funcions
- Vetllar per la publicitat en els tractaments, publicant anualment una llista dels mateixos (CD).
- Cooperació internacional.
- Representació d'Espanya en els fòrums internacionals en la matèria.
- Control i observança del que disposa la llei reguladora de la funció estadística pública.
- Elaboració d'una memòria anual, presentada per conducte del ministre de Justícia a les Corts.

## Procediments d'inspecció i de tutela de Drets

### Any 2009
En 2009 es van incrementar en més d'un 75% de les denúncies rebudes, que van aconseguir la xifra de 4.136, i el nombre de sol·licituds de tutela de drets, en un 58%. Es van resoldre 709 procediments sancionadors, dels quals 621 van acabar amb sanció amb un import total de "24,8 milions" d'euros.
Font: Memòria de l'Agència Espanyola de Protecció de Dades (AEPD) dels anys 2007, 2008, 2009
| Lloc | Sector d'activitat económica | Procedimients resolts |
| ---- | ---------------------------- | --------------------- |
| 1    | Telecomunicacions            | 908                   |
| 2    | Entitats financeres          | 768                   |
| 3    | Videovigilancia              | 721                   |

| Lloc | Sector d'activitat económica    | Procediments resolts |
| ---- | ------------------------------- | -------------------- |
| 1    | Telecomunicacions               | 170                  |
| 2    | Videovigilancia                 | 117                  |
| 3    | Sector financer                 | 89                   |
| 5    | Comunicac. electróniques y spam | 39                   |

| Lloc | Tipus de sanció | Porcentatge |
| ---- | --------------- | ----------- |
| 1    | greus           | 74%         |
| 2    | lleus           | 21,3%       |
| 3    | molt greu       | 4,6%        |

#### Any 2008
En 2008 el nombre de fets denunciats davant l'AEPD (juntament amb les investigacions iniciades d'ofici) es va incrementar en més del 45%, assolint la xifra de 2.362. L'AEPD va resoldre el 2008 un total de 630 procediments sancionadors, gairebé un 58% més que el 2007, dels quals 535 van culminar amb la imposició de sanció. Les multes imposades van ascendir fins als "22,6 milions d'euros", fet que suposa un increment d'un 15% respecte a l'any anterior.
El nombre de procediments resolts de declaracions d'infracció comeses per les administracions públiques va pujar el 2008 gairebé un 20% respecte a l'any anterior, passant de 66 a 79, dels quals 59 van acabar amb una declaració d'infracció.

#### Any 2007
En 2007 l'Agència Espanyola de Protecció de Dades va resoldre 399  procediments sancionadors, incrementant un 32,5% respecte a l'any anterior. Les sancions econòmiques imposades per l'AEPD van ascendir fins als "19,6 milions euros".

## Resolucions més controvertides de l'AEPD
Algunes de les resolucions de l'AEPD més controvertides en 2008 van ser les següents:
- El 2008, una sentència del Tribunal Suprem va declarar que els "llibres de baptisme" de l'Església Catòlica no són "fitxers de dades", desautoritzant una resolució de 20 d'octubre de 2006 dictada per la "Agència Espanyola de Protecció de Dades "; l'agència havia donat la raó a un apòstata que sol·licitava que, a través de l'Agència es cancel·lés la seva inscripció al Llibre de Baptisme.[5]

- La possibilitat que ofereixen algunes webs d'"enviar a un amic" certa informació, o "recomana aquesta pàgina a un amic" també han estat sancionades en aplicació estricta de la LOPD[6][7]

- L'AEPD també va resoldre que les dades relatives als avortaments practicats eren confidencials, arran de les denúncies criminals interposades contra diverses clíniques per presumptes avortaments irregulars[8]

- Per incompliments de la legislació de protecció de dades han estat sancionades diverses asseguradores i centres de salut, atès que intercanviaven informació mèdica dels pacients sense el seu consentiment exprés. No obstant això se'ls apliquen sancions reduïdes per no apreciar " intencionalitat en la comissió de la infracció"[9][10]

- L'AEPD va sancionar a una empresa després que un pirata informàtic intentés fer-la xantatge en trobar un forat en la seva seguretat i posteriorment la denunciés[11]

- A l'octubre de 2008, la "Agència Espanyola de Protecció de Dades" va sancionar al Partit Popular (PP), llavors a l'oposició, amb una multa de 60.101,21 euros per una infracció greu de la Llei Orgànica de Protecció de dades de caràcter personal consistent en la inclusió, sense el seu consentiment, de quatre veïns de El Grove com "falsos voluntaris" de les llistes de les eleccions del País Basc de maig de 2007.[12][13]

## Agències Autonòmiques de Protecció de Dades a Espanya
- Agència de Protecció de Dades de la Comunitat de Madrid Arxivat 2008-08-29 a Wayback Machine. (dissolta amb data 1 de gener de 2013)[14]
- Agència Catalana de Protecció de Dades (en catalá i castellà)
- Agència Basca de Protecció de Dades (en basc i castellà)